# Christian Liedtke (Literaturwissenschaftler)
Christian Liedtke (* 23. November 1964 in Hamburg) ist ein deutscher Germanist und Hochschullehrer. Seit 2008 ist er der Archivar des Düsseldorfer Heinrich-Heine-Instituts. 2019 war er Gastprofessor an der University of Cincinnati.

## Leben
Liedtke studierte Germanistik und Philosophie an den Universitäten in Hamburg, Cincinnati (USA), Köln und Bonn. Er lehrte am Germanistischen Seminar der Rheinischen Friedrich-Wilhelms-Universität Bonn als Wissenschaftlicher Mitarbeiter 1991–1998 und als Lehrbeauftragter 1998–2001. Als Wissenschaftlicher Mitarbeiter am Heinrich-Heine-Institut bearbeitete er von 2002 bis 2008 die Online-Edition und das digitale Informationssystem Heinrich-Heine-Portal. Von 2008 bis 2023 war er am Heinrich-Heine-Institut verantwortlich für das Archiv mit der Heine-Sammlung, den Sammlungen zu Robert Schumann und der allgemeinen Autographensammlung sowie für die Redaktion des Heine-Jahrbuchs.
Als Autor und Co-Autor hat Liedtke mehrere Monographien und zahlreiche Aufsätze über Heine veröffentlicht. Von Januar bis Mai 2019 hatte er die Max-Kade-Professur der University of Cincinnati inne.

## Schriften (Auswahl)
- Heinrich Heine. Rowohlt, Reinbek b. Hamburg 1997 (Rowohlts Monographien). 5. Auflage 2004. Überarbeitete und erweiterte Neuausgabe 2006. 3. Auflage der Neuausgabe 2017, ISBN 978-3-499-50685-7.
- (Hrsg.): Heinrich Heine. Neue Wege der Forschung. Wissenschaftliche Buchgesellschaft, Darmstadt 2000, ISBN 3-534-14466-X.
- Kathinka Zitz-Halein (1801-1877), Zeitschriftstellerin und „Beschützerin aller Demokraten“. In: Irina Hundt (Hrsg.): Vom Salon zur Barrikade. Frauen der Heinezeit. J. B. Metzler, Stuttgart, Weimar 2002 (Heine-Studien), S. 223–239, ISBN 3-476-01842-3.
- (Hrsg., mit Nikolaus Gatter und Elke Wenzel): Makkaroni und Geistesspeise. Berliner Wissenschafts-Verlag, Berlin 2002 (Almanach der Varnhagen Gesellschaft e. V.), ISBN 3-8305-0296-6
- (Hrsg., mit Gerhard Höhn): „Der Weg von Ihrem Herzen bis zu Ihrer Tasche ist sehr weit.“ Aus dem Briefwechsel zwischen Heinrich Heine und Julius Campe. Freundesgabe des Verlags anläßlich des 150. Todestages von Heinrich Heine am 17. Februar 2006. Hoffmann und Campe, Hamburg 2005; Buchhandelsausgabe 2007, ISBN 978-3-455-40043-4.
- (Hrsg.): Heinrich Heine im Porträt. Wie die Künstler seiner Zeit ihn sahen. Hoffmann und Campe, Hamburg 2006, ISBN 978-3-455-09513-5.
- „Auf der Spitze der Welt!“ Mit Heine durch Paris. Hoffmann und Campe, Hamburg 2010 (mit Gerhard Höhn), ISBN 978-3-455-40255-1.
- (Hrsg.): Literaturbetrieb und Verlagswesen im Vormärz. Aisthesis, Bielefeld 2011, ISBN 978-3-89528-858-6.
- Heinrich Heine in Hamburg. Mitteldeutscher Verlag, Halle 2014 (mit Sylvia Steckmest), ISBN 978-3-95462-233-7.
- Heinrich Heine. Ein ABC. Hoffmann und Campe, Hamburg 2015, ISBN 978-3-455-81351-7.
- (Hrsg.): Heinrich Heine Katechismus. Hoffmann und Campe, Hamburg 2017, ISBN 978-3-455-00184-6.
- (Hrsg.): Heinrich Heine. Das Märchen meines Lebens. Poetische Selbstporträts. Hoffmann und Campe, Hamburg 2020, ISBN 978-3-455-00628-5.